# Gorski izvor (distrikt i Kărdzjali)
Gorski izvor (bulgariska: Горски извор) är ett distrikt i Bulgarien.   Det ligger i kommunen Obsjtina Kirkovo och regionen Kărdzjali, i den östra delen av landet, 280 km öster om huvudstaden Sofia.